# Hilton Head Island
Hilton Head Island ist eine Town auf der gleichnamigen Insel in Beaufort County im US-Bundesstaat South Carolina. Das U.S. Census Bureau hat bei der Volkszählung 2020 eine Einwohnerzahl von 37.661 ermittelt.
Sie liegt etwa 32 km nördlich von Savannah, Georgia und 153 km südlich von Charleston, South Carolina. Der Name der Stadt wird sehr häufig auch zu Hilton Head abgekürzt. Hilton Head Island ist eines der populärsten Touristenziele der Vereinigten Staaten, weswegen die Einwohnerzahl in den Sommermonaten auf bis zu 275.000 ansteigen kann.

## Geschichte
Die Geschichte von Hilton Head lässt sich aufgrund archäologischer Funde bis über 10.000 Jahre zurückverfolgen. Im Jahre 1521 wurde die Insel zum ersten Mal von europäischen Entdeckern erforscht. Die Geschichte der Stadtgemeinde Hilton Head Island reicht dagegen lediglich bis ins Jahr 1983, dem Datum der Inkorporierung zurück.

## Demografie

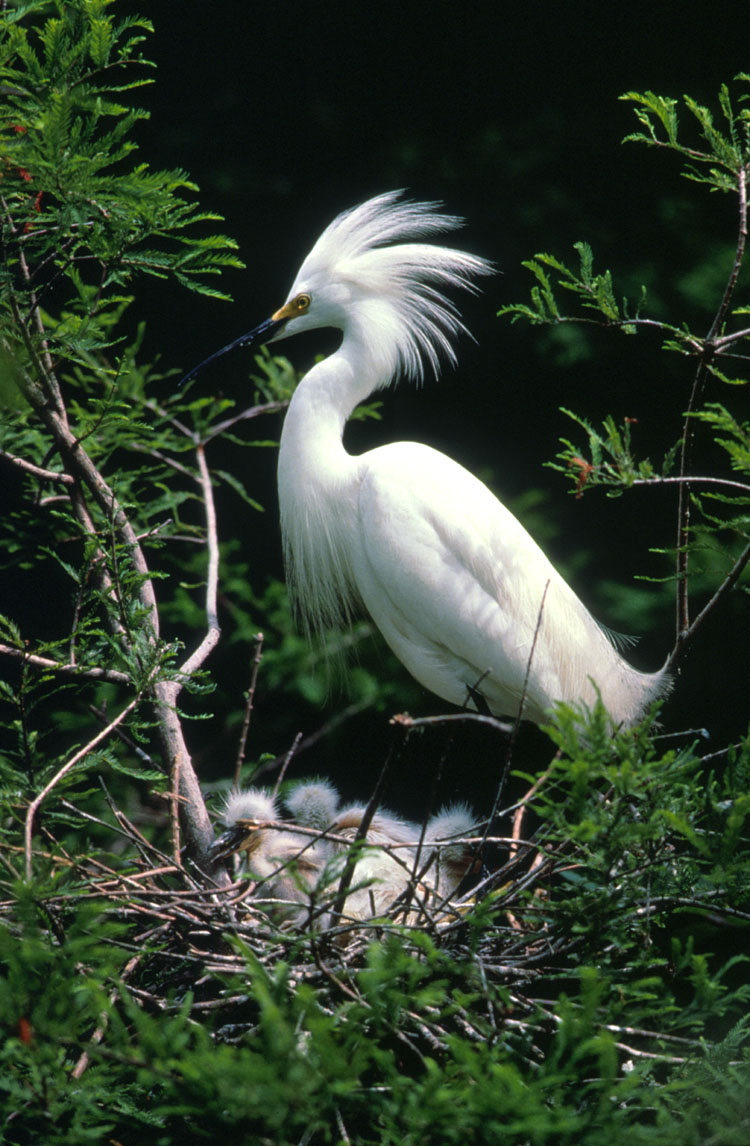
Reiher mit Küken: Typische Vertreter der Fauna auf Hilton Head Island

Nach der Volkszählung im Jahr 2000 lebten hier 33.862 Menschen in 14.408 Haushalten und 9898 Familien. Die Bevölkerungsdichte betrug 311 pro km². Es wurden 24.647 Wohneinheiten erfasst. Ethnisch betrachtet setzte sich die Bevölkerung zusammen aus 85,33 % weißer Bevölkerung, 8,26 % Afroamerikanern, 0,14 % amerikanischen Ureinwohnern, 0,55 % Asiaten, 0,02 % Bewohnern aus dem pazifischen Inselraum und 4,48 % aus anderen ethnischen Gruppen; 1,21 % gaben die Abstammung von mehreren Ethnien an. 11,48 % der Einwohner waren spanischer oder lateinamerikanischer Abstammung.
Von den 14.408 Haushalten hatten 20,9 % Kinder oder Jugendliche, die mit ihnen zusammen lebten. 59,6 % waren verheiratete, zusammenlebende Paare, 6,2 % waren allein erziehende Mütter und 31,3 % waren keine Familien. 23,8 % bestanden aus Singlehaushalten und in 11,3 % lebten Menschen im Alter von 65 Jahren oder darüber. Die durchschnittliche Haushaltsgröße betrug 2,32, die durchschnittliche Familiengröße 2,68 Personen.
Die Bevölkerung verteilte sich auf 17,3 % unter 18 Jahren, 6,9 % von 18 bis 24 Jahren, 24,5 % von 25 bis 44 Jahren, 27,3 % von 45 bis 64 Jahren und 24,1 % von 65 Jahren oder älter. Das durchschnittliche Alter (Median) betrug 46 Jahre. Auf 100 weibliche Personen kamen 100,2 männliche Personen und auf 100 Frauen im Alter von 18 Jahren oder darüber kamen 99,0 Männer.
Das jährliche Durchschnittseinkommen eines Haushalts (Median) betrug 60.438 US-$, das Durchschnittseinkommen einer Familie 71.211 $. Männer hatten ein Durchschnittseinkommen von 37.262 $, Frauen 30.271 $. Das Pro-Kopf-Einkommen betrug 36.621 $. Unter der Armutsgrenze lebten 4,7 % der Familien und 7,3 % der Einwohner, darunter 9,4 % unter 18 Jahren und 2,7 % im Alter von 65 Jahren oder älter.

## Verkehr
Der Hilton Head Airport befindet sich 3 km östlich der Stadt.

## Sport
Auf einem der Golfplätze der Insel wird seit 1969 das Verizon Heritage Turnier durchgeführt, einer der Austragungsorte der PGA Tour.

## Söhne und Töchter der Stadt
- Chris Butler (* 1988), Radrennfahrer
- Ryan Hartman (* 1994), Eishockeyspieler
- Justin Boulais (* 2001), kanadischer Tennisspieler